# الدفعة الأخيرة (فلم 1917)
الدفعة الأخيرة هو فيلم أبيض وأسود صامت أمريكي عام 1917 من إخراج فرانك باول وبطولة نانس أونيل وجين ميلر وكليفورد بروس.
يصور الفيلم قصة صيادان نيكولا وسيزاري هما أفضل الأصدقاء حتى يقعان في حب نينا، التي تفضل سيزاري.

## طاقم التمثيل
- نانس أونيل بدور نينا
- جين ميلر بدور روز، أختها
- كليفورد بروس بدور سيزار
- ليزلي أوستن بدور نيكولا
- ألفريد هيكمان بدور ألفريدو
- دوروثي برنارد بدور ماري

## روابط خارجية
- الدفعة الأخيرة  في قاعدة بيانات الأفلام على الإنترنت (بالإنجليزية)